# 미소짓는 해바라기
《미소짓는 해바라기》는 중국의 걸 그룹 BEJ48의 두 반째 EP이다. 타이틀 곡의 센터 포지션은 팀E의 리쯔가 맡았다.

## 수록곡
| #  | 제목                                  | 작사              | 작곡                  | 편곡       | 가창 유닛 | 재생 시간 |
| -- | ------------------------------------- | ----------------- | --------------------- | ---------- | --------- | --------- |
| 1. | 〈미소 짓는 해바라기〉 (微笑的向日葵) | 夏宁              | Andrew Shin           |            |           |           |
| 2. | 〈판타지 같은 사랑〉 (爱似Fantasy)    | Mayu Huang 黃楓宜 | Pyonkichi             | 팀B        |           |           |
| 3. | 〈실버 멜로디〉 (银白色旋律)          | 三日月            | Piggy                 | 팀E        |           |           |
| 4. | 〈겨울 사랑〉 (冬季恋)                | D.U.O             | D.U.O                 | 팀J        |           |           |
| 5. | 〈별빛 아래 약속〉 (星空下约定)       | KAYO M            | EveningScandal、Piggy | BEJ48 TOP7 |           |           |

## 선발 멤버

### 미소 짓는 해바라기
(센터: 리쯔)
- 팀B: 천메이쥔, 돤이쉬안, 후샤오후이, 뉴충충, 칭위원, 쑨산
- 팀E: 류성난, 리샹, 리쯔, 마위링, 쑤산산
- 팀J: 팡레이, 황언루, 런웨린, 예먀오먀오, 장화이진

### 판타지 같은 사랑
(센터: 돤이쉬안)
- 팀B: 천메이쥔, 돤이쉬안, 펑쉐잉, 후보원, 후샤오후이, 류수셴, 린시허, 뉴충충, 칭위원, 쑨산, 쑹쓰셴, 톈수리, 원옌, 우웨리, 슝쑤쥔, 샤웨, 옌밍쥔, 장멍후이

### 실버 멜로디
(센터: 리쯔)
- 팀E : 천자오허, 천첸난, 펑쓰자, 린쿤, 류성난, 리스옌, 리샹, 뤄쉐리, 리위안위안, 리쯔, 마위링, 쑤산산, 쉬쓰양, 이옌첸, 장샤오잉, 정이펀

### 겨울 사랑
(센터: 황언루)
- 팀J: 천야위, 팡레이, 거쓰치, 황언루, 리훙야오, 런신이, 런웨린, 산시원, 스위사, 쑨위산, 왕위쉬안, 쉬완위, 예먀오먀오, 양예, 장화이쥔, 장한쯔모

### 별빛 아래 약속
(센터: 리쯔)
- 팀B: 돤이쉬안, 후샤오후이, 뉴충충, 칭위원
- 팀E: 리쯔, 쑤산산